# 月寒
月寒（つきさむ）は、北海道札幌市豊平区にある地名。1871年（明治4年）の入植から1943年（昭和18年）までは「つきさっぷ」と呼んだ。現在は月寒中央通（つきさむちゅうおうどおり）と月寒東（つきさむひがし）、月寒西（つきさむにし）がある。

## 概要
地区内を走る札幌市営地下鉄東豊線によりさっぽろ駅と結ばれているほか、地区の南東部に札幌ドームが建設されるなど、札幌市内の重要な住宅地のひとつとして発展を続けている。
1871年（明治4年）に岩手県からの入植者によって開基された。地名の由来には諸説あるが、アイヌ語の「チ・キサ・ㇷ゚」（ラテン文字表記：chi-kisa-p、「我々・こする・もの」の意。この場合は、アイヌが摩擦式発火に用いていたハルニレの木を指す）または「トゥ・ケㇱ・サㇷ゚」（tu-kes-sap、「丘・の外れの・下り坂」の意）が転訛して「つきさっぷ」となった説が有力である。地名の読みは1943年（昭和18年）に現在の「つきさむ」に変更された。
かつては陸軍第7師団歩兵第25連隊が駐屯する基地の街としての顔も持っていた。陸軍によって月寒に敷設された水道は北海道で初の水道であり、その取水塔は現在の西岡水源池に残されている。

## 歴史

### 明治から戦前期
入植までの歴史については、隣接する福住地区の歴史も参照。
月寒（つきさっぷ）は、1871年（明治4年）に岩手県人44戸144名によって開拓の鍬が現在の月寒中央通から入れられた。1871年（明治4年）に現在の北広島市の一部まで含む行政村として月寒村が置かれると、月寒はその中心集落となった。
1895年（明治28年）には、月寒村の人口増加に伴う治安維持のため、月寒巡査駐在所を現在の月寒中央通9丁目に設置。1900年（明治33年）に月寒村46番地（現在の月寒中央通11丁目）に移転。
1902年（明治35年）に豊平村及び平岸村と合併し豊平村の一部になった。豊平村（1908年（明治41年）から豊平町）の役場は北西寄りの豊平にあったが、この地区が札幌区に編入された1910年（明治43年）に、現在の月寒西1条6丁目（現：月寒児童会館）に移転した。以後の月寒は豊平町の中心地として、室蘭街道（現：国道36号）に沿う形で発展した。また、平岸地区から月寒の役場まで移動ができるように建設された道路は、陸軍兵士があんパンを食べながら工事にあたったことから、現在でも「アンパン道路」と呼ばれている。
1913年（大正2年）に現在の中央区南4条東1丁目と月寒の間に客馬車の運行がされると、1926年（大正15年）に豊平駅と月寒の間にバスが営業を始めた。同年に北海道鉄道が現在のJR千歳線にあたる路線を開通させ、その線上に月寒駅（つきさっぷえき）が開設された。月寒駅は1973年（昭和48年）に月寒駅を含む千歳線の一部が新線に付け替えられた際に旅客取扱を廃止して貨物駅となり、その後駅そのものも1976年（昭和51年）に廃止された。
太平洋戦争（大東亜戦争）中の1944年（昭和19年）には豊平町議会は難読を嫌った陸軍の要請を受けて「つきさっぷ」を「つきさむ」と改めた。しかし千歳線月寒駅については、北海道鉄道を戦時買収した鉄道省とその後身である日本国有鉄道が要請に従わず「つきさっぷえき」のままとした。今日「つきさっぷ」という呼称は、東豊線月寒中央駅前の「つきさっぷ中央公園」、歌の「つきさっぷの少年」、「ツキサップじんぎすかんクラブ」等ごく僅かしか残っていない。

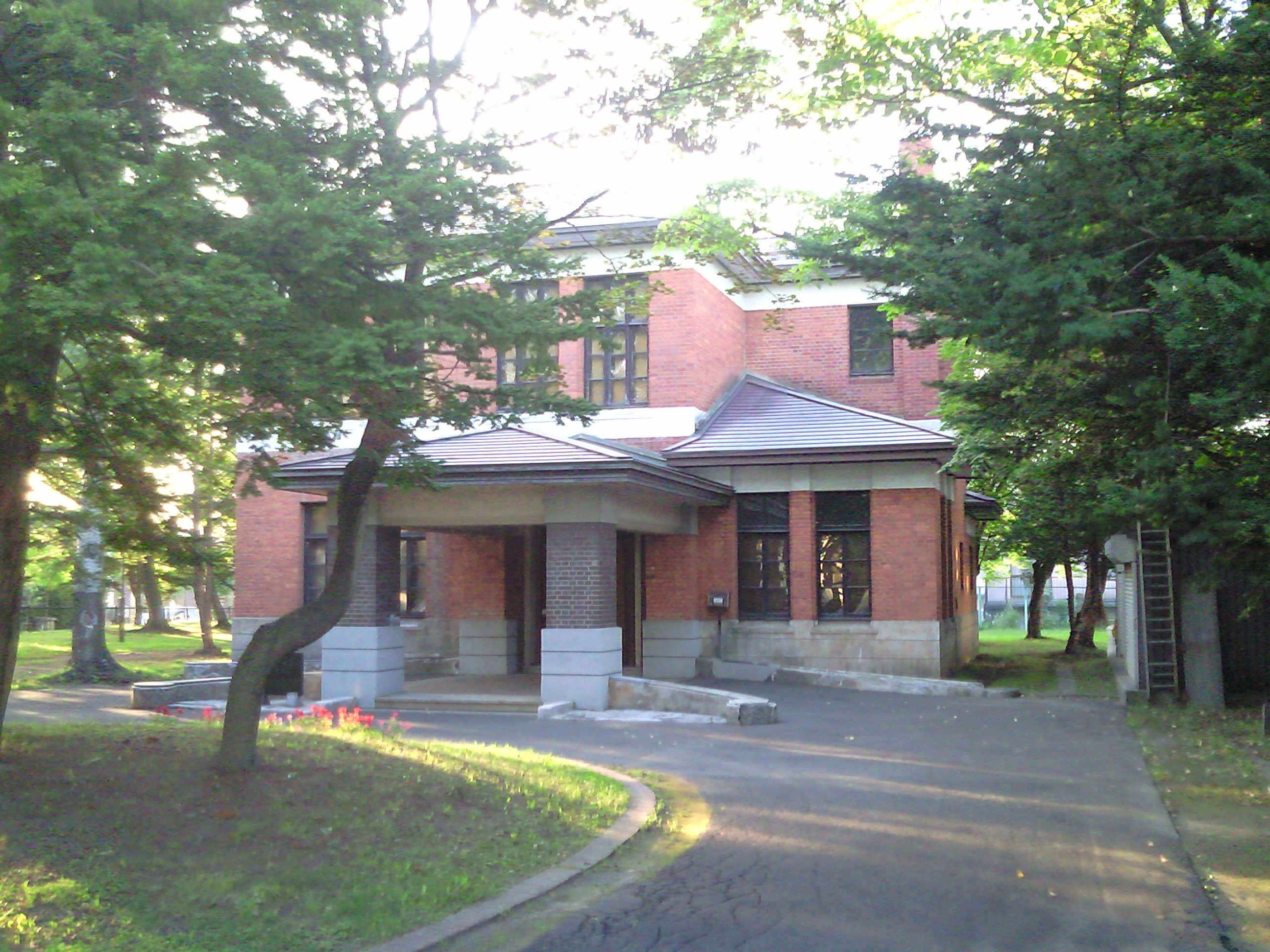
旧北部軍司令官官邸（現つきさっぷ郷土資料館）月寒東2条2丁目

1940年（昭和15年）に、北海道・東北地方を統括する旧陸軍の北部軍司令部が現在の札幌市立月寒中学校の位置（月寒東2条2丁目）に置かれ、1941年（昭和16年）に右写真の北部軍司令官官邸が建てられた。戦後、この建物はGHQに接収された後、1950年（昭和25年）から1983年（昭和58年）まで北海道大学学生寮として使われ、1985年（昭和60年）よりつきさっぷ郷土資料館として市民に開放されている。

### 戦後から現在
終戦後の占領期、千歳から札幌までの室蘭街道の舗装がGHQによって優先的に行われた。この区間は「弾丸道路」と呼ばれたが、この名称については「アメリカ軍の弾丸を運搬する為の道路」という説から、「弾丸のように早く走ることができる道路」「弾丸のような突貫工事で舗装が行われた」まで諸説がある。
1956年（昭和31年）に町役場は現在の月寒中央通7丁目（現：月寒公民館）に移転したが、1961年（昭和36年）に豊平町が札幌市と合併したときに、町役場の庁舎はそのまま札幌市豊平支所になり、豊平区成立後の1974年（昭和49年）に新しい豊平区役所庁舎ができるまで使われた。
1994年（平成6年）には札幌市営地下鉄東豊線が豊水すすきの駅から延伸し、10月に月寒中央駅・福住駅が開設された。

### 東月寒の歴史
月寒東のうち月寒川の東側は「東月寒」と呼ばれており、現在は住居表示上存在しないものの、学校や連絡所等の公共施設名や町内会名に用いられている。
1877年（明治10年）に箱館戦争に破れ、道内を逃走していた和田儀平（逃走中に姓名を変更）が、現在の札幌市立羊丘小学校付近に入植したのが、東月寒最初の入植と言われる。
東月寒は、開拓当初、国道36号側を「二里塚」、東北通（とうほくどおり）側を東北通り（ひがし・きたどおり）と分けていたが、1944年（昭和19年）に東月寒地区の大半の土地を所有する八紘学園に倣い「八紘」（はっこう）と改称し統合した。ちなみに、東北通りと呼ばれていた時代、月寒川の西側は西北通り（にし・きたどおり）と呼んでいた。
戦後、八紘から東月寒と改称したが、1950年（昭和25年）に111世帯、人口545人だったのが、工場の建設、宅地化などの影響もあり昭和50年代には5,000世帯、人口15,000人を超え、また、隣接する月寒東と紛らわしいとの理由もあり、1973年（昭和48年）12月1日に現在の月寒東5条11丁目、5条12丁目、1978年（昭和53年）10月23日に現在の月寒東1条11丁目、2条11丁目、3条10丁目、4条10丁目、5条12丁目、11月13日に現在の月寒中央通11丁目と改称し、1980年（昭和55年）1月28日には、残る全域を月寒東へと改称した。
1997年に清田区を分区した際、5条19丁目の一部（清田通より東側）を北野に編入、清田区北野7条1丁目（ごく一部は6条1丁目）となった。

## 隣接地区
- 東：福住（月寒川を境界とする）、清田区北野（吉田川、清田通を境界とする）
- 西：美園、平岸（望月寒川を境界とする）
- 南：西岡（白石藻岩通を境界とする）、福住、羊ケ丘（国道36号を境界とする）
- 北：白石区栄通（東北通を境界とする）

## 住所
| 町丁                                   | 郵便番号 |
| -------------------------------------- | -------- |
| 月寒中央通1丁目～11丁目                | 062-0020 |
| 月寒東1条1丁目～20丁目                 | 062-0051 |
| 月寒東2条1丁目～20丁目                 | 062-0052 |
| 月寒東3条3丁目～11丁目、15丁目～19丁目 | 062-0053 |
| 月寒東4条6丁目～11丁目、15丁目～19丁目 | 062-0054 |
| 月寒東5条5丁目～19丁目                 | 062-0055 |
| 月寒西1条2丁目～11丁目                 | 062-0021 |
| 月寒西2条4丁目～10丁目                 | 062-0022 |
| 月寒西3条4丁目～10丁目                 | 062-0023 |
| 月寒西4条5丁目～10丁目                 | 062-0024 |
| 月寒西5条6丁目～8丁目、10丁目          | 062-0025 |

## 主要道路

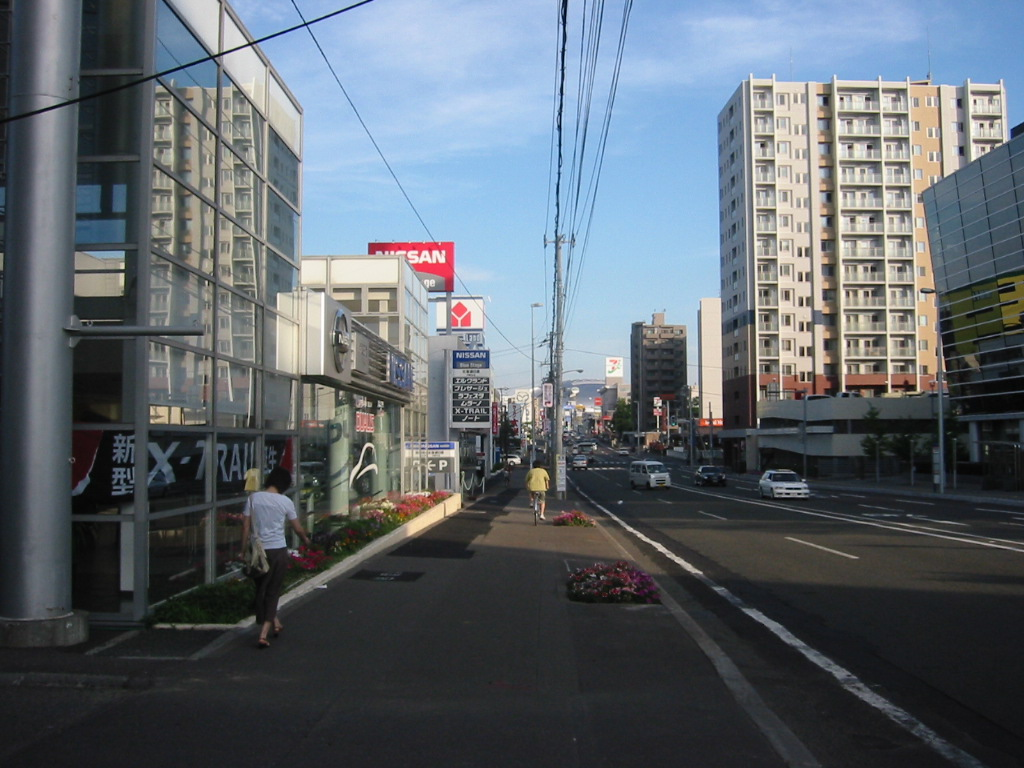
国道36号

- 国道36号：地区内を北西から南東に抜ける。
- 白石藻岩通：西岡との境界。
- 東北通：白石区栄通との境界。
- 清田通：清田区北野との境界。
- 東月寒通
- 向ヶ丘通
- アンパン道路
- 水源池通
- 北野通
- 白石中の島通

## 河川
- 月寒川：福住との境界を流れる。
- 望月寒川：美園、平岸との境界を流れる。
- 吉田川：清田区北野との境界を流れる。
- ラウネナイ川
- うらうちない川

## 主な施設等
- 札幌南税務署（月寒東1-5）
- 札幌しらかば台病院（月寒東2-18）
- 日本医療大学病院（月寒東3-11）
- 北樹会病院（月寒西5-8）
- 札幌朗愛会病院（月寒西1-10）
- 月寒まちづくりセンター（月寒中央通7）

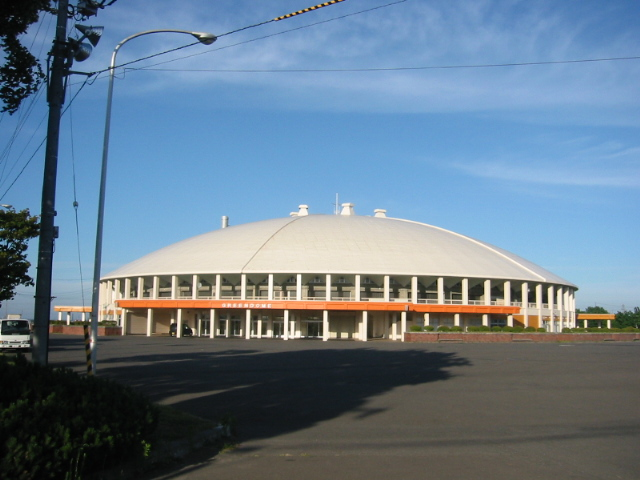
北海道立産業共進会場

- 東月寒まちづくりセンター（月寒東3-17）
- ハローワーク札幌東（月寒東1-3）
- 月寒公民館（月寒中央通7）
- 札幌市月寒体育館（月寒東1-8）
- 札幌市月寒屋外競技場（月寒東1-8）
- 北海道立産業共進会場（月寒グリーンドーム）（月寒東3-11）
- 月寒神社（月寒西3-4）
- 月寒公園
- 東月寒白樺会館（月寒東4-18）
- 札幌市豊平区介護予防センター東月寒・福住（月寒東3-18）
- 八紘学園花菖蒲園（月寒東3-11）
- 札幌市カーリング場（どうぎんカーリングスタジアム）（月寒東1-9）

## 史跡
- 旧北部軍司令官官邸（現：つきさっぷ郷土資料館）
- 月寒送信所
- 月寒忠霊塔

## 商業施設
- スーパースポーツゼビオドーム札幌月寒店（月寒東3-11）
- ヤマダデンキテックランド札幌月寒店（月寒東1-12）
- 札幌トヨペット本社（月寒東1-14）
- 日糧製パン本社・月寒工場（ヤマザキグループ）（月寒東1-18）
- イオン北海道
  - 札幌フードセンター月寒中央店（月寒中央通7）
  - マックスバリュ月寒西店（月寒中央通2）
- スーパーアークス月寒東店（月寒東3-8）
- ツルハドラッグ
  - 月寒店（月寒中央通6）
  - 月寒東2条店（月寒東2-18）
- サツドラ
  - 月寒西1条店（月寒西1-11）
  - 月寒東店（月寒東5-8）
- ケンタッキーフライドチキン月寒店（月寒中央通10）
- アインズ＆トルペ月寒中央店（月寒中央通7）
- 業務スーパー月寒西店（月寒西2-10）
- ブランチ札幌月寒（月寒東3-11） - 核店舗はスーパーセンタートライアル月寒店
- 月寒東ショッピングセンター（月寒東4-11） - 核店舗はコープさっぽろ月寒ひがし店、ケーズデンキ月寒店

## 教育
大学
- 日本医療大学（月寒東3-11）

専門学校
- 北海道農業専門学校（月寒東2-14）

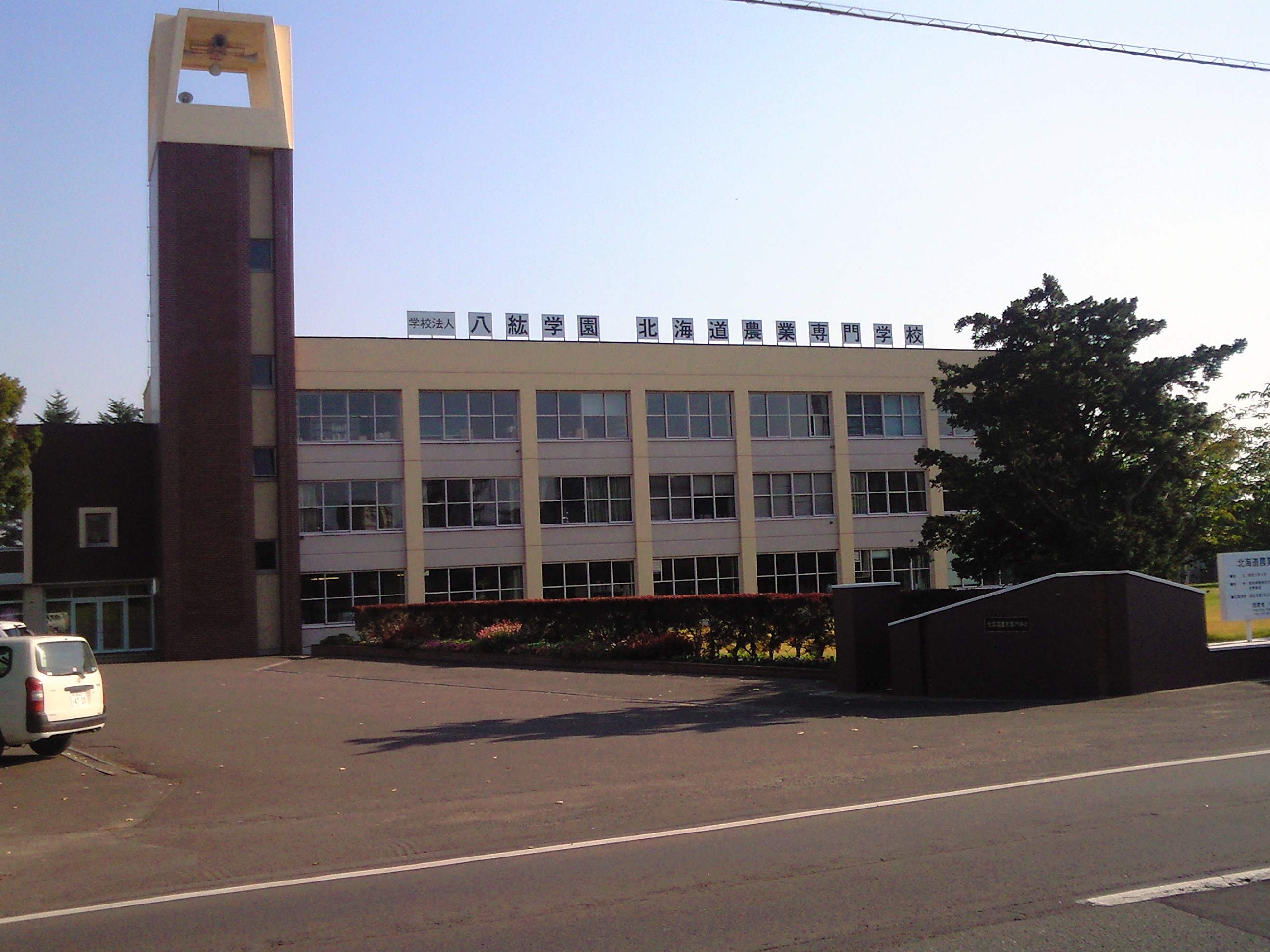
北海道農業専門学校

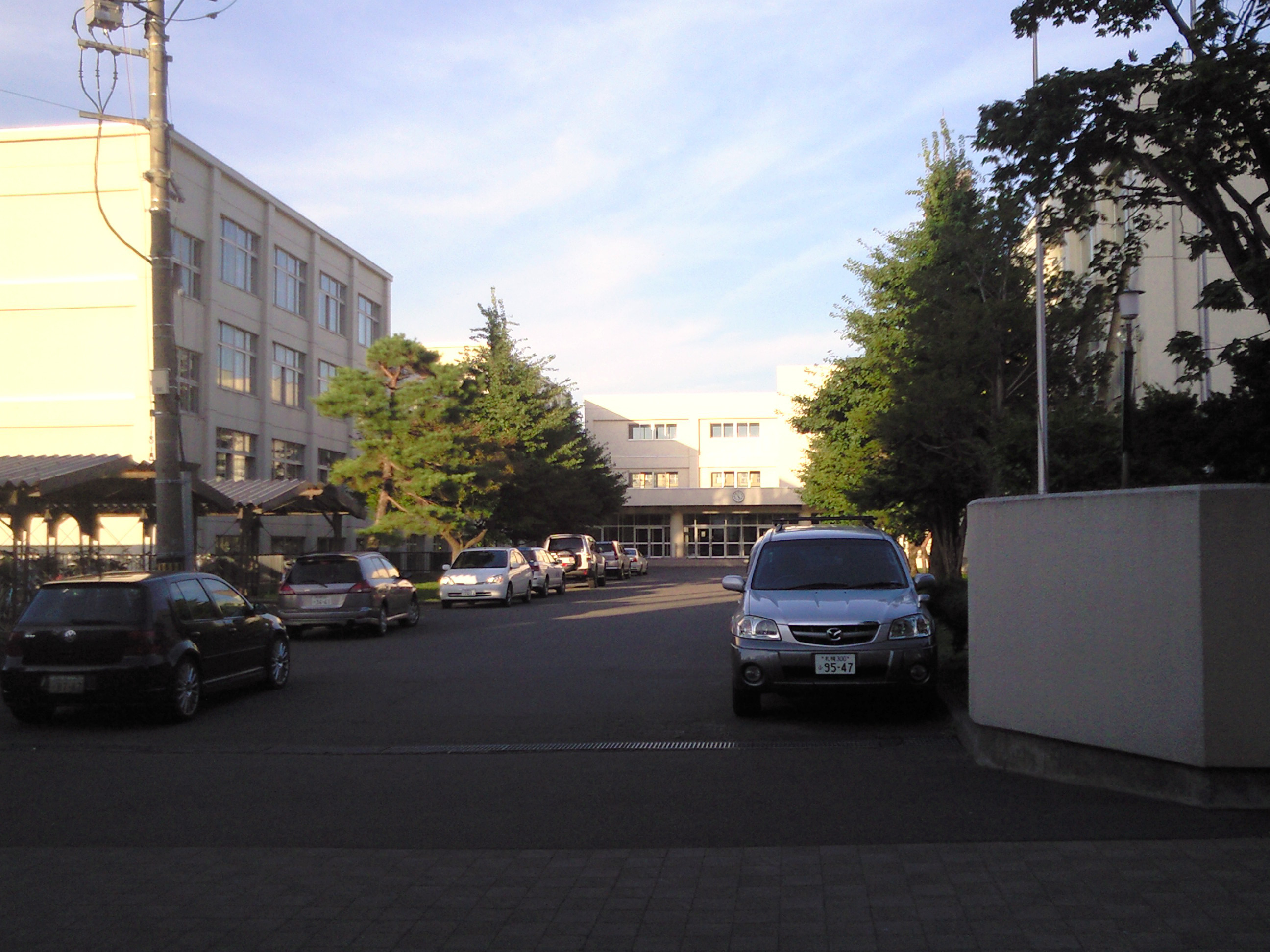
北海道札幌月寒高等学校

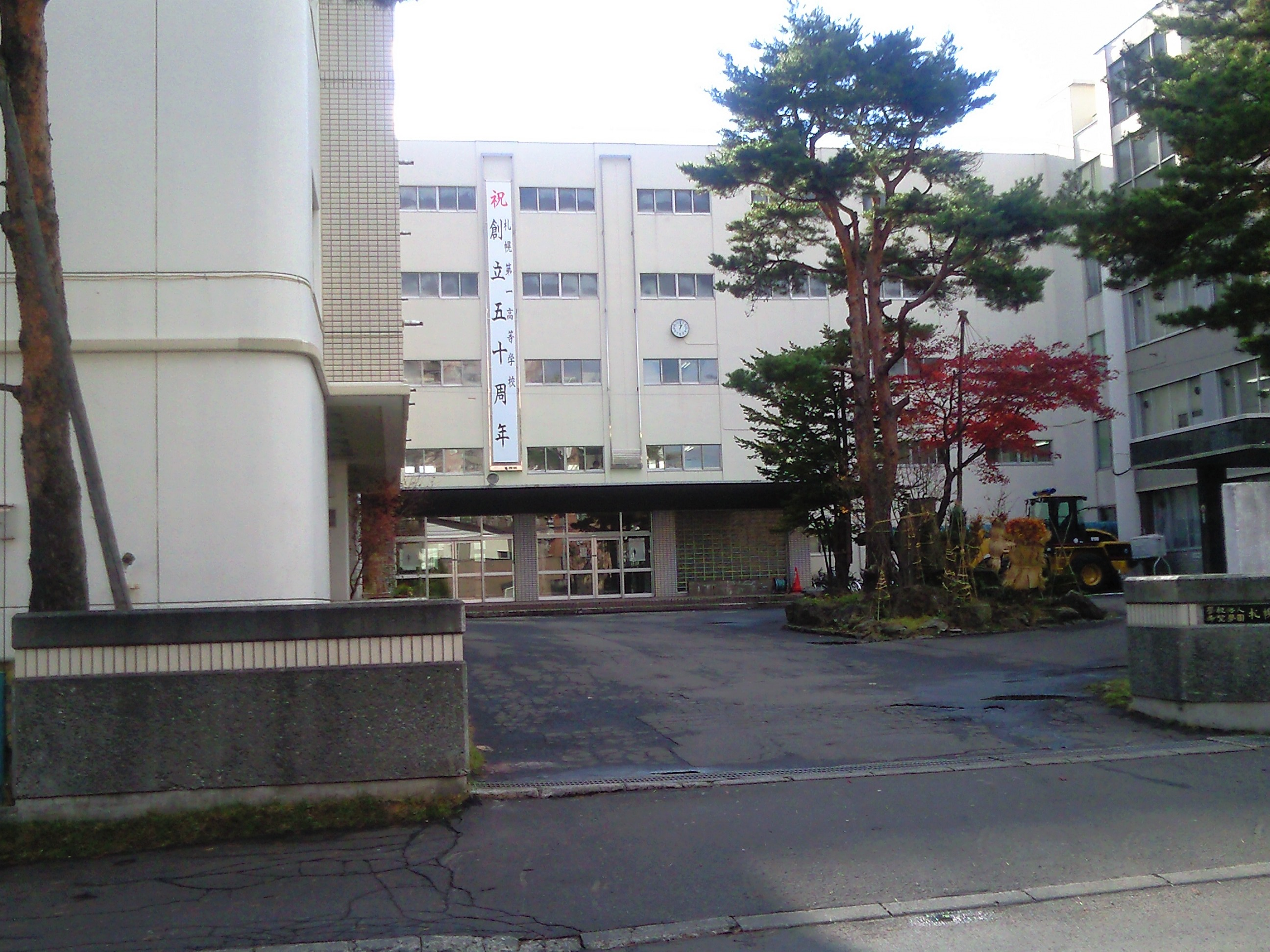
札幌第一高等学校

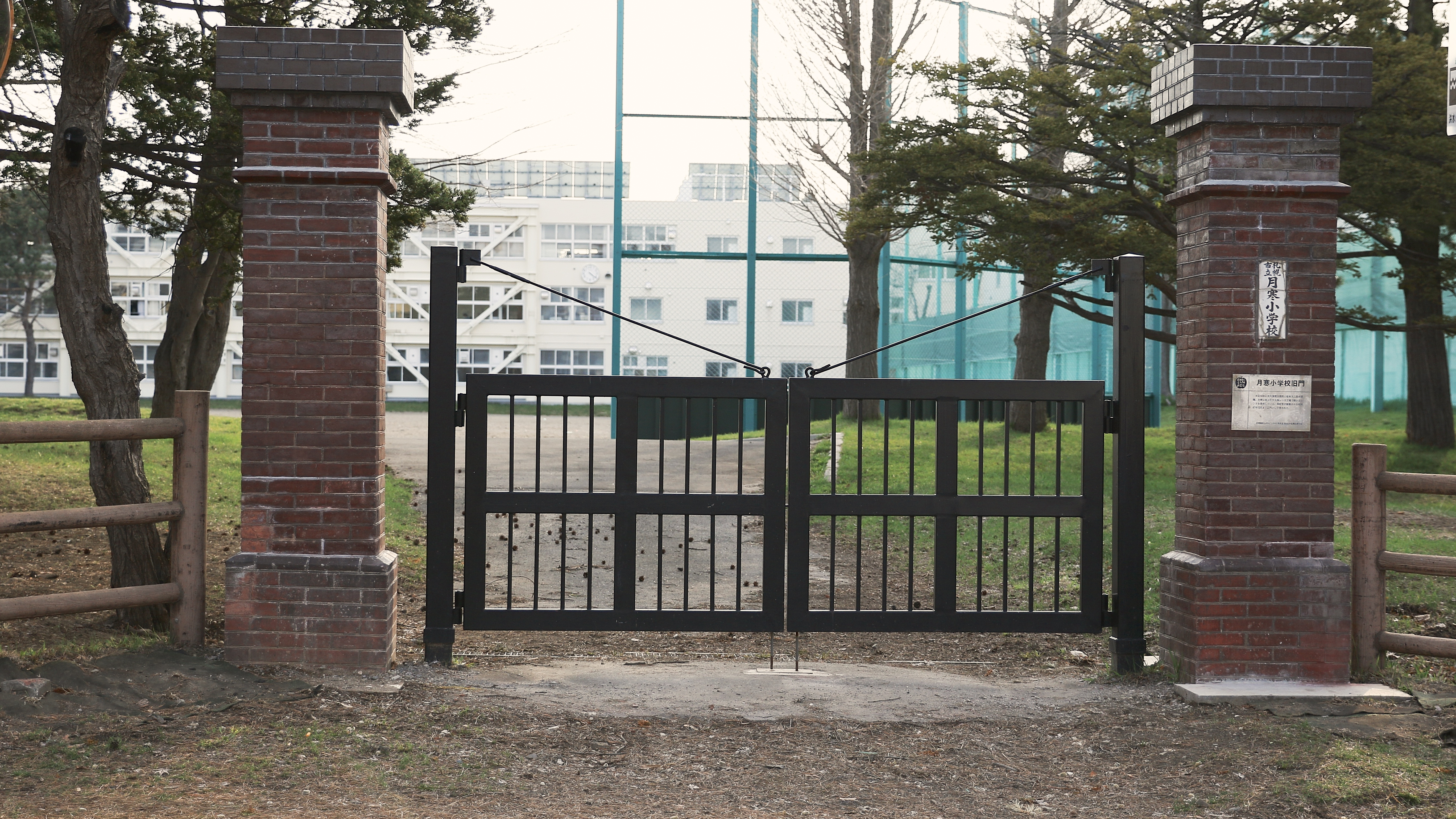
札幌市立月寒小学校旧門

- 専門学校日本福祉学院月寒キャンパス（月寒西2-5）
- 日本医療大学生涯学習センター（月寒西2-5）
- 北海道中央調理技術専門学校（月寒西3-6）

高等学校
- 公立
  - 北海道札幌月寒高等学校（月寒東1-3）
- 私立
  - 札幌第一高等学校（月寒西1-9）

中学校
- 市立（月寒地区が学区に含まれる学校も記載）
  - 札幌市立月寒中学校（月寒東2-2）
  - 札幌市立あやめ野中学校（月寒東3-11）
  - 札幌市立東月寒中学校（月寒東3-18）
  - 札幌市立羊丘中学校（福住1-3）

小学校
- 市立（月寒地区が学区に含まれる学校も記載）
  - 札幌市立あやめ野小学校（月寒東1-11）
  - 札幌市立羊丘小学校（月寒東1-16）
  - 札幌市立月寒東小学校（月寒東3-10）
  - 札幌市立しらかば台小学校（月寒東4-18）
  - 札幌市立月寒小学校（月寒西2-5）
  - 札幌市立南月寒小学校（月寒西4-8）
  - 札幌市立豊園小学校（美園1-4）

幼稚園
- 市立
  - 札幌市立かっこう幼稚園（月寒東3-7）
- 私立
  - 黎明幼稚園（月寒東1-2）
  - つきさむ幼稚園（月寒東2-11）
  - 札幌若葉幼稚園（月寒東2-18）
  - 幌南学園幼稚園（月寒西1-3）
  - 美晴幼稚園（月寒西2-7）
  - 札幌くりのみ幼稚園（月寒西5-8）

その他
- 札幌市あやめ野小ミニ児童会館（月寒東1-11、あやめ野小学校内）
- 札幌市羊丘小ミニ児童会館（月寒東1-16、羊丘小学校内）
- 札幌市あやめ野児童会館（月寒東4-10）
- 札幌市東月寒児童会館（月寒東3-16）
- 札幌市月寒児童会館（月寒西1-6）
- 札幌市南月寒小ミニ児童会館（月寒西4-8、南月寒小学校内）

## 交通機関
鉄道
- 札幌市営地下鉄東豊線
  - 月寒中央駅（月寒中央通7）
  - 福住駅（月寒東1-13）
  - 地域によっては、同じく東豊線の美園駅や、東西線の南郷7丁目駅・南郷13丁目駅・南郷18丁目駅が最寄り駅となる。

バス
- 北海道中央バス
  - 月寒東1条19丁目に月寒営業所が設けられているものの、同所で運行するバスは高速バスのみで一般路線バスは運行しておらず、域内の一般路線バスは西岡営業所・平岡営業所・大曲営業所が管轄する。

## ご当地名物
ご当地名物は上記の月寒あんぱんであるが、当地のあんパンは一般的な餡入りのパンではなく、どちらかというと中華の月餅に近い。卵も多めに使われ、その上水分控えめで、かなりしっかりした密度の高い仕上がりになっており、一般的なあんパンより保存が利く。